# パンベツ山
パンベツ山（パンベツやま）は、北海道の日高郡新ひだか町にある標高1,336.1mの山である。山頂には二等三角点「巴武別山」が設置されている。

## 概要
日高山脈を構成する中日高の山で、カムイエクウチカウシ山から南西方向に伸びる支稜線上に位置する大きな山体を持つ山である。しかし北北東2.5kmほど離れた場所にはパンベツ山より高い無名峰（1,432m）がある。
山名は南西に流れるパンケベツ沢川に由来し、アイヌ語で「pan- pet（下の方の・川）」の意味を持っており、パンベツ山西にある下川山もアイヌ語を日本語に訳したものが地名になったと推測されている。